# Fermín Holgado
Fermín Holgado (Trenque Lauquen, Provincia de Buenos Aires, Argentina; 17 de mayo de 1994) es un futbolista argentino que juega como portero. Actualmente se encuentra en el UE Sant Julia de Andorra, luego de su paso por el Club Almagro en la Primera B Nacional.

## Trayectoria

### Gimnasia y Esgrima La Plata(2010-2013)
A la edad de 15 años el oriundo de Trenque Lauquen, partió hacia La Plata lugar donde se desempeñó en las divisiones inferiores de Gimnasia y Esgrima La Plata, hasta la quinta división.

### Arsenal: (2013-2015)
Luego fue incorporado por Arsenal donde defendió los colores del viaducto en cuarta división y reserva. Tuvo destacadas actuaciones en cuarta división donde llegó a ser capitán, lo que lo llevó a debutar en reserva un 23 de junio de 2013 contra All Boys.

### Central Córdoba de Santiago del Estero(2015-2016)
El 11 de febrero de 2015 y luego de haber rechazado una oferta de Merlo, Fermín firmó contrato con 
Central Córdoba de Santiago del Estero que tras el retiro del experimentado arquero Jose Pablo Burtovoy decidió incorporar al joven trenquelauquense. De esta manera, Holgado se sumará al tridente de arqueros ferroviarios conformado por Calviño y Joaquín Ledesma.

### Centro de Deportes El Palo(2016-2017)
Pero este último dato ya quedó en la historia, porque luego de una media temporada exitosa en la B Nacional, Fermin, recibió una oferta del exterior.Un equipo llamado Centro de Deportes El Palo hizo una oferta por él, la cual fue aceptada y tiene al arquero de gran porte físico vistiendo su camiseta. El equipo malagueño tiene un convenio con el Málaga F.C,y en caso de tener un buen rendimiento puede llegar a vestir esos colores.

### Almirante Brown(2017-2018)
Luego de disputar 35 partidos en la entidad malagueña, Fermín decidió volver al país que lo vio nacer y emigró hacia Almirante Brown, club que milita en la Primera B Metropolitana, tercera categoría del fútbol argentino. Pese a ir al banco en 8 oportunidades, la inestabilidad del conjunto mirasol denotada en que en menos de 1 año pasaron 3 entrenadores, no le permitieron lograr la tan ansiada continuidad, aunque si cumplieron el objetivo de mantener la categoría.

### Olimpo(2018)
Luego de 2 semanas a prueba el técnico de la entidad aurinegra Darío Bonjour dio el visto bueno para la incorporación del arquero oriundo de Trenque Lauquen. Un 16 de septiembre de 2018 Fermín Holgado debuta en la segunda categoría del fútbol argentino (la Primera B nacional), contra un histórico de la divisional como lo es Ferro, con una gran victoria para los de Bahía Blanca por 
2 a 1.
Pese a tener una gran temporada en lo personal, su rendimiento individual no fue suficiente en los 23 partidos en los que defendió la portería y el equipo
aurinegro terminó por perder la categoría. A final de temporada, pese a tener un año más de contrato, el arquero de Trenque Lauquen decidió rescindir de mutuo acuerdo con Olimpo.

### Almagro(2019)
Ya comenzada la temporada 19/20, el 10 de agosto de 2019, el golero firmó contrato con Almagro por 1 año que en esa temporada disputaba la Primera B Nacional, donde consiguieron el objetivo colectivo de permanecer en la categoría.

### Unió Esportiva Sant Julià(2020)
En agosto del 2020 volvió a embarcar al Viejo Continente, en la que es, al menos por ahora, su vuelta al futbol europeo y firmó contrato con el 
Unió Esportiva Sant Julià de Andorra donde se encuentra en la actualidad.

### Clubes
| Club                                   | País      | Año         |
| -------------------------------------- | --------- | ----------- |
| Central Córdoba de Santiago del Estero | Argentina | 2015 - 2016 |
| Centro de Deportes El Palo             | España    | 2016 - 2017 |
| Almirante Brown                        | Argentina | 2017 - 2018 |
| Olimpo                                 | Argentina | 2018-2019   |
| Club Almagro                           | Argentina | 2019-2020   |
| Unió Esportiva Sant Julià              | Andorra   | 2020-2021   |

## Características
Fermín se caracteriza por poseer buen juego aéreo debido a su gran porte físico, es muy fuerte en el uno contra uno y posee un gran juego con sus pies. También se destaca por ser la voz de mando de sus equipos ordenando la defensa desde el fondo.

## Estadísticas de carrera
| Club            | temporada    | Liga                    | Liga | Liga  | Copa | Copa  | Continental | Continental | Otras | Otras | Total | Total |
| Club            | temporada    | Division                | Apps | Goles | Apps | Goles | Apps        | Goles       | Apps  | Goles | Apps  | Goles |
| --------------- | ------------ | ----------------------- | ---- | ----- | ---- | ----- | ----------- | ----------- | ----- | ----- | ----- | ----- |
| Central Córdoba | 2015         | Primera B Nacional      | 0    | 0     | 0    | 0     | —           | —           | 0     | 0     | 0     | 0     |
| El Palo         | 2015–16      | Tercera División        | 11   | 0     | 0    | 0     | —           | —           | 0     | 0     | 11    | 0     |
| El Palo         | 2016–17      | Tercera División        | 14   | 0     | 0    | 0     | —           | —           | 0     | 0     | 14    | 0     |
| El Palo         | Total        | Total                   | 25   | 0     | 0    | 0     | —           | —           | 0     | 0     | 25    | 0     |
| Almirante Brown | 2017–18      | Primera B Metropolitana | 0    | 0     | 0    | 0     | —           | —           | 0     | 0     | 0     | 0     |
| Olimpo          | 2018–19      | Primera B Nacional      | 19   | 0     | 0    | 0     | —           | —           | 0     | 0     | 19    | 0     |
| Career total    | Career total | Career total            | 44   | 0     | 0    | 0     | —           | —           | 0     | 0     | 44    | 0     |